# S Tennis Masters Challenger 2002
L'S Tennis Masters Challenger 2002 è stato un torneo di tennis facente parte della categoria ATP Challenger Series nell'ambito dell'ATP Challenger Series 2002. Il torneo si è giocato a Graz in Austria dal 12 al 18 agosto 2002 su campi in terra rossa.

## Vincitori

### Singolare
Olivier Mutis ha battuto in finale  Filippo Volandri con il punteggio di 6–3, 6–2

### Doppio
Mariusz Fyrstenberg /  Marcin Matkowski hanno battuto in finale  Jan Frode Andersen /  Oliver Marach con il punteggio di 6–3, 6–4